# Буківка
Бу́ківка (рум. Poieni, Поєни) —  село в Україні, у Тереблеченській сільській громаді Чернівецького району Чернівецької області.

## Географія
Село розташоване на правому березі річки Молниця, лівої притоки Серету.

## Історія
З 24 серпня 1991 року село входить до складу незалежної України.

## Світлини

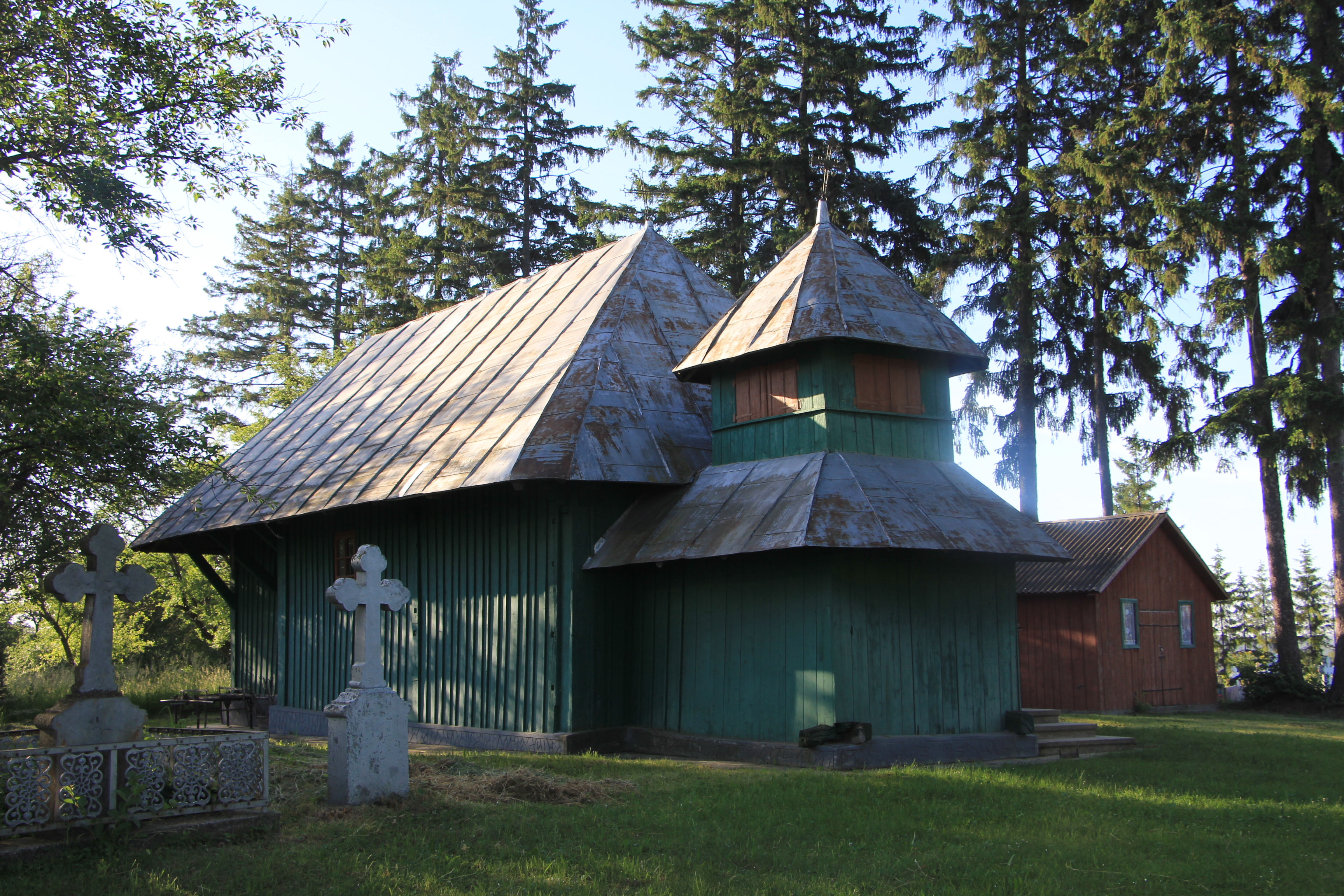
Дерев'яна церква Св. Дмитра XVIII-ХІХ ст. с. Буківка
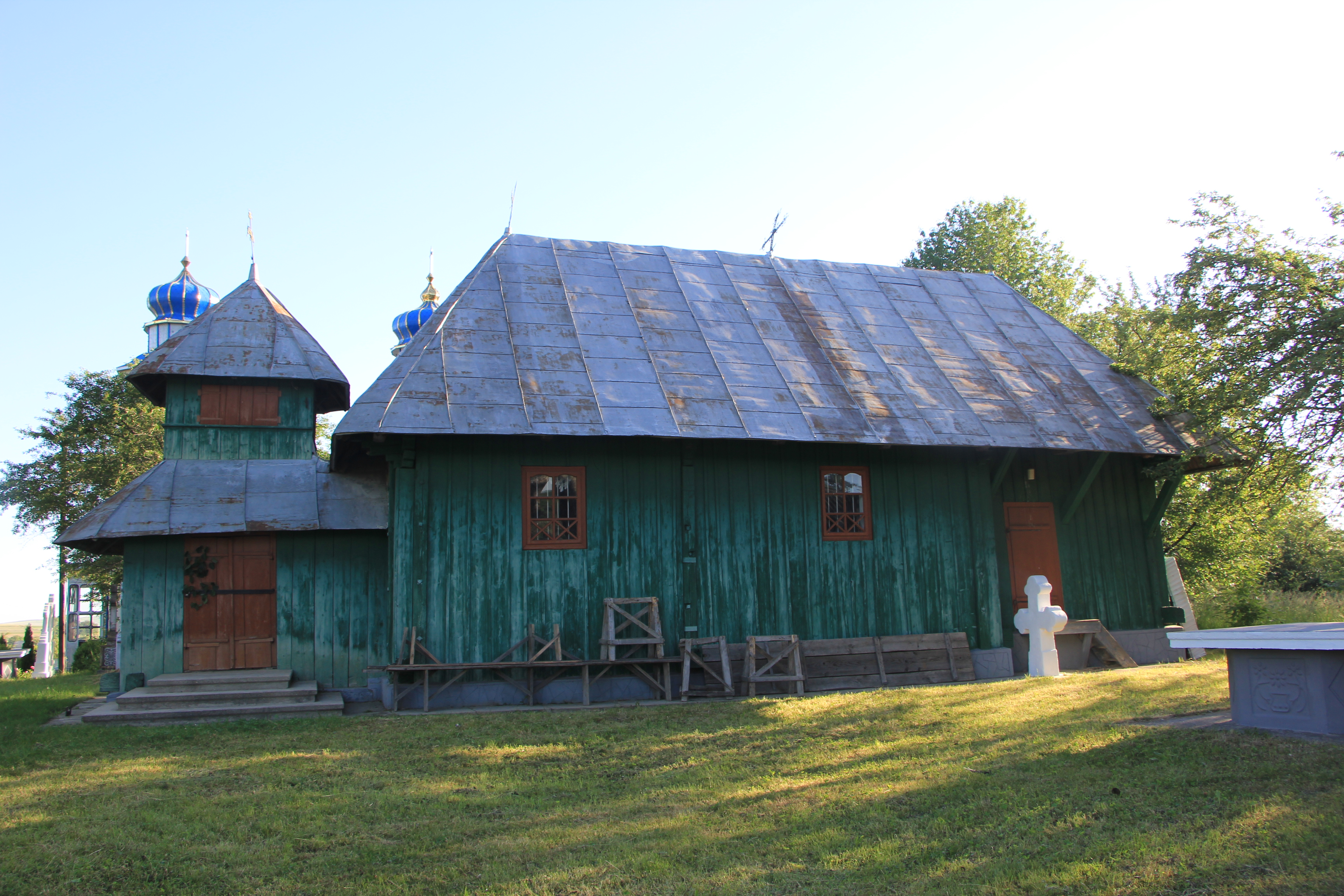
Дерев'яна церква Св. Дмитра XVIII-ХІХ ст. с. Буківка
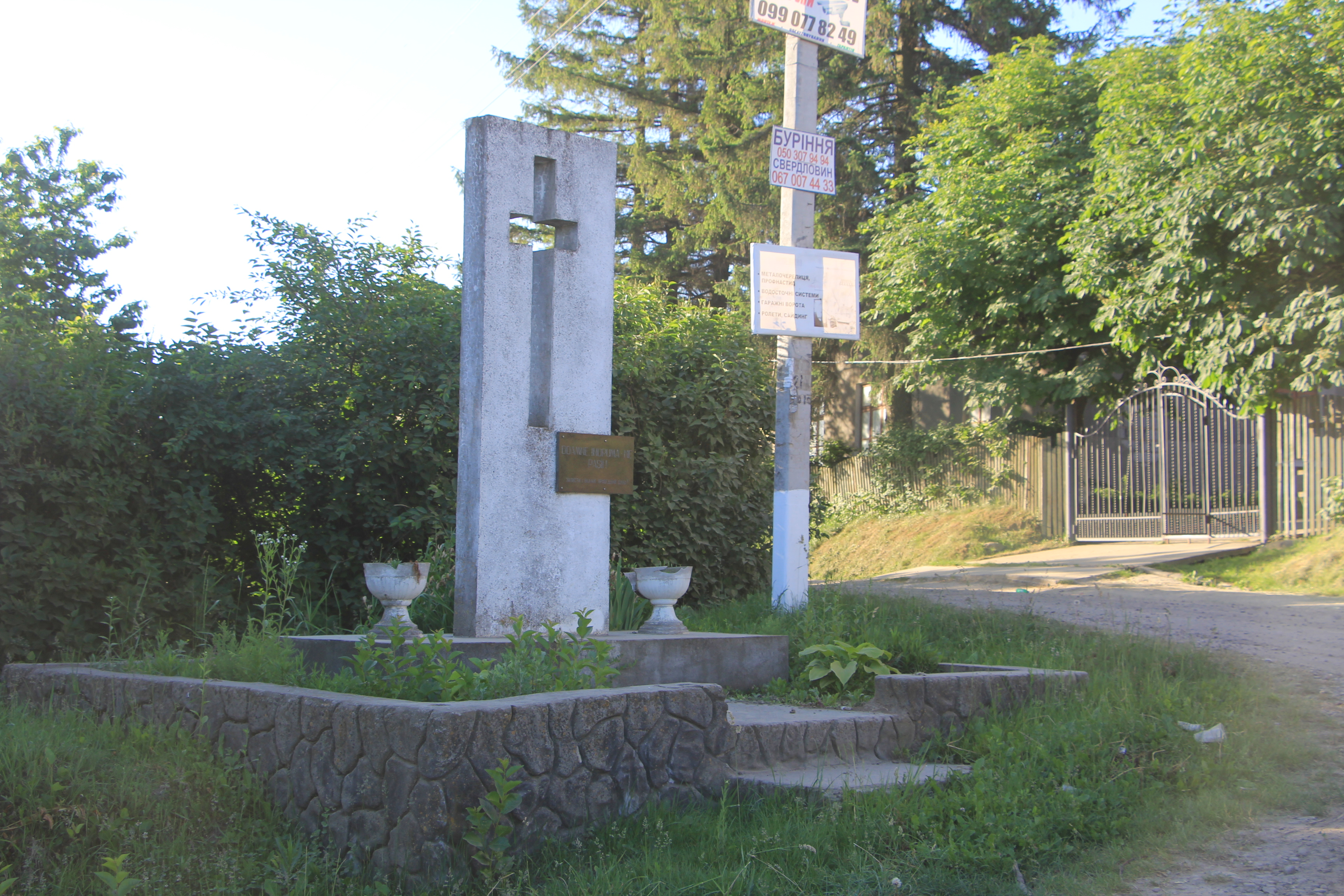
Пам'ятник с. Буківка